# Caecopilumnus hirsutus
Caecopilumnus hirsutus is een krabbensoort uit de familie van de Acidopsidae. De wetenschappelijke naam van de soort is voor het eerst geldig gepubliceerd in 1903 door Borradaile.